# Konstantin von Jerin
Konstantin Joseph Bernhard Karl Leopold von Jerin (* 18. September 1838 auf Gut Geseß, Landkreis Neisse, Provinz Schlesien; † 4. Mai 1924 ebenda) war Landrat und preußischer Politiker.

## Leben
Konstantin Joseph Bernhard Karl Leopold von Jerin gehörte zu den Nachkommen des Georg Maller (erwähnt 1560) in Riedlingen an der Donau, Schwäbisch-Österreich aus jenem Ratsgeschlecht Maller, das schon 1374 auf Gut Hofstatt mit Landbesitz nahe Riedlingen genannt wurde und das mit Konrad Maller als Hausbesitzer in Riedlingen im Jahr 1419 urkundlich belegt ist. Georg Maller heiratete um 1560 Magdalene Jerin, ebenfalls aus einem Riedlinger Ratsgeschlecht. Deren Söhne Andreas, Philipp und Bartholomäus Maller wurden am 25. Februar 1583 in Wien in den rittermäßigen Reichs- und erbländisch-österreichischen Adelsstand mit Namen „von Jerin“ erhoben – gemeinsam mit dem Bruder ihrer Mutter, Andreas von Jerin (1541–1596), damals Dompropst am Breslauer Dom, später Fürstbischof des Fürstbistums Breslau.
Konstantin von Jerin war der Sohn des Gutsbesitzers Karl von Jerin (1802–1880), Gutsherr auf Geseß und Alt-Patschkau und der Leopoldine Edle Levitschnigg von Glomberg (1811–1883). Er heiratete am 12. Juni 1873 in London (Großbritannien) Mary Trier (* 27. Oktober 1852 in London; † 29. Juni 1935 in Luzern, Schweiz).

## Werdegang
Jerin war Gutsherr auf den Familiengütern Ober- und Nieder-Geseß (seit 1657 in Familienbesitz) und Alt-Patschkau (425 Hektar). Er war königlich preußischer Rittmeister, Kammerherr, Landrat des Landkreises Neisse und Mitglied im Preußischen Herrenhaus.